# オレンジピール (色)
オレンジピール（Orange peel）とは、ダークオレンジや黄鉛に近い色で純色の一種。ピール（peel）とは皮などを意味する。

## 近似色
- ダークオレンジ
- 黄鉛